# Cécile de Rothschild
La baronne Cécile de Rothschild, née le 15 mars 1913 et morte 17 janvier 1995, appartenant à la branche française de la famille Rothschild est une golfeuse professionnelle et philanthrope française.

## Biographie

### Famille
Fille cadette du baron Robert de Rothschild et de la baronne Gabrielle Nelly Beer et petit-fille du baron Gustave de Rothschild, elle est la sœur de Diane de Rothschild, d’Élie de Rothschild et d'Alain de Rothschild. Elle grandit à l'Hôtel de Marigny à Paris et le château de Laversine près de Chantilly.

### Carrière sportive
Parmi ses nombreuses activités (automobile, gastronomie,  yachting, jardinage et la peinture), elle s'enthousiasme pour le golf et devient l'une des premières golfeuses féminines professionnelles. Cécile de Rothschild s'initie à ce sport au sein de son environnement familial, cette discipline sportive étant essentiellement pratiquée dans la grande bourgeoisie et peu exercée par les femmes.  Elle obtient une première victoire en 1938 lors de la Coupe Vilmorin face à Jacqueline Carpentier, fille du célèbre boxeur Georges Carpentier. Philippe Palli de l'Association patrimoniale du golf commente son jeu en déclarant : « Son swing était court et assez rapide. Sa frappe de balle, puissante, était tout aussi impresionnante que ses trajectoires qui dans un mauvais jour faisaient penser à l'"éclatement" , célèbre figure exécutée par la Patrouille aérienne de France »  et qu'elle jouait sans prise de tête. 
Membre de l’équipe de France pendant près de vingt ans, Cécile de Rothschild est finaliste de l’International de France en 1950. En 1956, elle remporte la Coupe Gaveau devenue « Coupe Janine Gaveau » en hommage à sa coéquipière et amie de l’équipe de France décédée six ans plus tôt.

### Philanthropie
En 1947, en commun accord avec ses frère et sœurs, elle offre au musée du Louvre le portrait de Lady Alston de Thomas Gainsborough « en souvenir de leurs parents, le baron et la baronne Robert de Rothschild ».
En 1963, Cécile de Rothschild est la première femme élue au conseil d'administration de la Société des amis du Louvre. 
En 2003, une bague de mariage juive  exécutée en Italie au XVIIe siècle, avec à l’intérieur de l’anneau la traditionnelle inscription en hébreu « MazelTov », sera offerte par les héritiers de Cécile de Rothschild, en mémoire de la baronne Liliane de Rothschild, au musée d'Art et d'Histoire du judaïsme à Paris.

### Vie privée
Elle rencontre l'actrice Greta Garbo  lors d’un dîner à New-York en 1956. Amie, elle deviendra sa compagne jusqu'à sa disparition en 1990,. Elle décède le 17 janvier 1995 d'une maladie.